# エウポリオーン
エウポリオーン（古希: Εὐφορίων, Euphoriōn）は、ギリシア神話の人物である。アキレウスとヘレネーの有翼の子。長母音を省略してエウポリオンとも表記される。アキレウスは死後、幸福の島でヘレネーと暮らし、2人の間に翼を持った息子エウポリオーンが生まれた。美しく育ったエウポリオーンにゼウスが恋をしたが、しかしエウポリオーンはゼウスを拒み、空を飛んで逃げたため、怒ったゼウスは彼を追いかけ、メロス島で雷を投げつけた。エウポリオーンは島に落下し、大地に叩きつけられて死んだ。メロス島のニュムペーたちはエウポリオーンを埋葬したが、ゼウスは彼女たちに対しても怒り、カエルに変えてしまった。